# Antalya
Antalya är en hamnstad med antika anor och en populär turistort i sydvästra Turkiet. Antalya är huvudstad i provinsen Antalya.

## Historia
Antalya grundades ca 150 f.Kr. Området, kallat Pamfylien, ingick då i Pergamon-riket och staden fick namnet Attaleia (grekiska: Αττάλεια) efter dess grundare kung Attalos II. Detta namn har sedan muterat i turkiskan via Adalia och Attalia till Antalya.

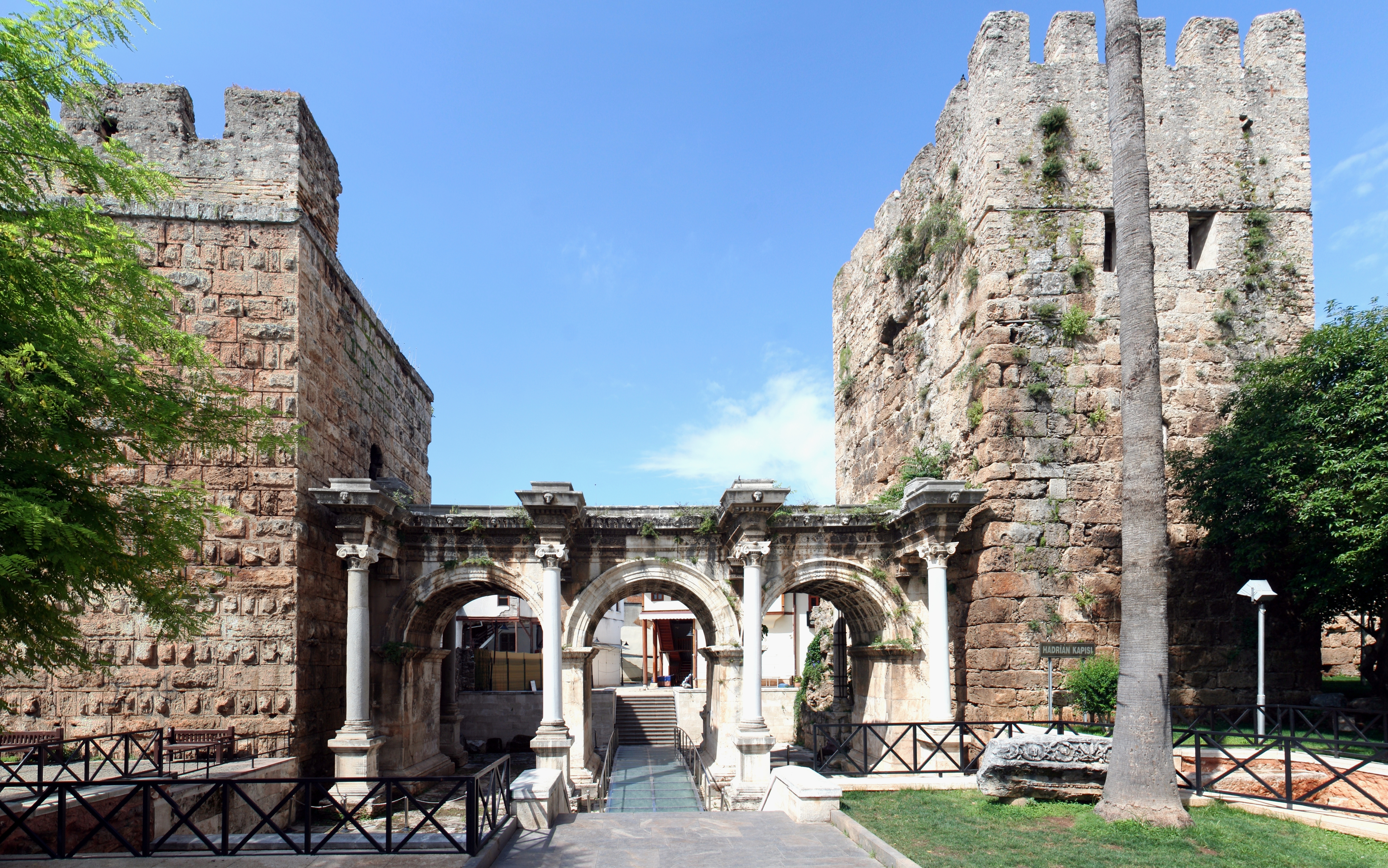
Hadrianus port, ca 130 e.Kr.

År 133 f.Kr. blev staden romersk och under det följande århundradet upprättades en regelrätt romersk provins i området.
Efter romarrikets delning på 300-talet ingick området i Bysantiska riket, eller Östromerska riket. Antalya blev under den här perioden en av de största handelsstäderna längs Anatoliens sydkust.
Från 1070-talet erövrades allt större delar av Anatolien av oghuz-turkiska seldjuker, eller seljuqer. Antalyas betydelse minskade efter hand som staden både blev avskärmad och utsatt för konkurrerande makters strider.

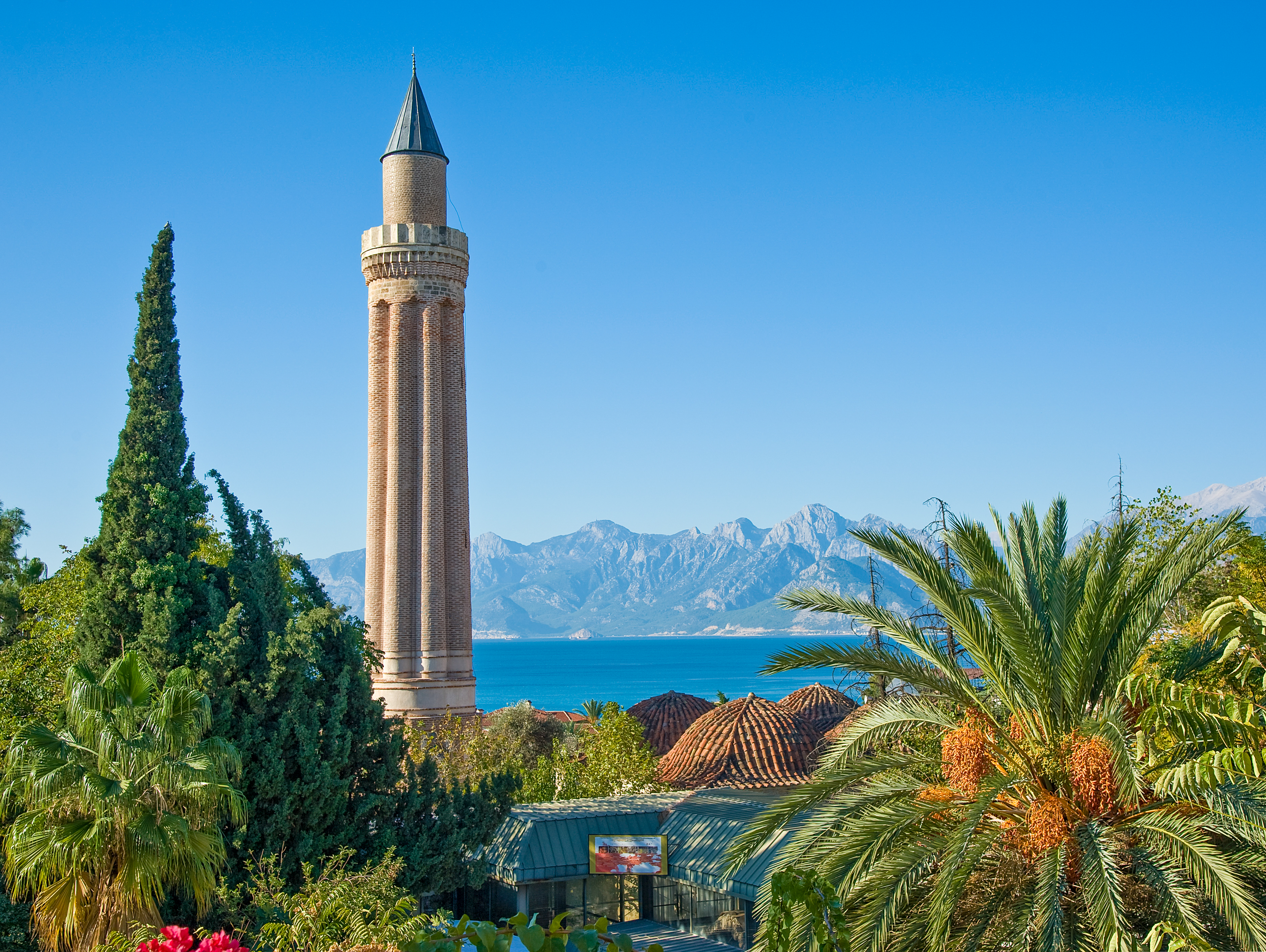
Yivli minare-moskén, från 1200- och 1300-talet

År 1207 hamnade staden under det seldjukiska sultanatet Rum, med Konya som huvudstad.
Efter det seldjukiska rikets sönderfall var Antalya huvudstad i furstendömet Teke (turkiska: Tekeoğulları Beyliği) 1321–1423. Under en kortare period, 1361–1373, var Antalya dock under cypriotiskt styre.
År 1423 hamnade Antalya under Osmanska riket, vilket varade i ytterligare 500 år. Ändrade handelsvägar gjorde att staden nu inte längre var samma handelscentrum som den en gång varit.
Efter första världskriget var det Osmanska riket i det närmaste utplånat, endast en liten del av Anatolien kvarstod. För Antalyas del innebar Sèvresfördraget 1920 att staden tillsammans med en stor del av sydvästra Anatolien hamnade under italienskt styre. Det följande turkiska självständighetskriget ledde dock till Lausannefördraget 1923, efter vilket Turkiska Republiken kunde utropas samma år, omfattande hela Anatolien, Östra Thrakien och Konstantinopel (Istanbul).

## Geografi
Antalya ligger på Anatoliens (Mindre Asiens) sydkust, på slättlandet nedanför de omgivande västra Taurusbergen och med hamn inne i Antalyabukten, i östra delen av Medelhavet.

### Geologi

#### Bergarter
Berggrunden kring Antalya är till stor del kalksten och i området finns ett flertal stora karstgrottor.
Slättområdet som Antalya är beläget på, nedanför bergen, har i huvudsak sedimentära bergarter som travertin och alluviala konglomerat.

#### Om jordbävningsrisk
Turkiet ligger till största delen på den lilla anatoliska kontinentalplattan och dess norra och östra gränsområden. Det är störst risk för kraftiga jordbävningar i dessa gränsområden, vilket gör att de västligaste och östra delarna av landet, samt en nordlig båge däremellan, har de största riskerna för kraftiga jordbävningar.
Antalya ligger alltså inte i ett högriskområde, men under årens lopp har jordbävningar ändå satt sina spår. Bland annat kan detta ses i det som är kvar av de antika städerna i området, i form av skador på byggnadsverk, ibland reparerade sådana, och efter för stora skador helt övergivna städer.

### Klimat
Antalya har ett medelhavsklimat med varma, torra somrar och milda, nederbördsrika vintrar, och omkring 300 soliga dagar om året.
Genomsnittliga temperaturer och nederbördsmängder i Antalya, månadsvis, baserat på mätningar 1929–2000:
|                                            | Jan   | Feb   | Mar  | Apr  | Maj  | Jun  | Jul  | Aug  | Sep  | Okt  | Nov   | Dec   |
| ------------------------------------------ | ----- | ----- | ---- | ---- | ---- | ---- | ---- | ---- | ---- | ---- | ----- | ----- |
| Normaldygnets maximitemperaturs medelvärde | 14,9  | 15,4  | 17,7 | 21,2 | 25,4 | 30,5 | 33,8 | 33,7 | 30,9 | 26,4 | 21,2  | 16,7  |
| Normaldygnets minimitemperaturs medelvärde | 5,9   | 6,2   | 7,8  | 11,1 | 15,0 | 19,4 | 22,4 | 22,3 | 19,1 | 15,0 | 10,7  | 7,6   |
|                                            |       |       |      |      |      |      |      |      |      |      |       |       |
| Nederbörd                                  | 232,4 | 160,7 | 96,8 | 46,2 | 30,0 | 9,6  | 2,2  | 2,5  | 12,3 | 67,7 | 131,9 | 263,3 |

| Diagram | temperaturer i °C • månadsnederbörd i mm | temperaturer i °C • månadsnederbörd i mm | temperaturer i °C • månadsnederbörd i mm | temperaturer i °C • månadsnederbörd i mm | temperaturer i °C • månadsnederbörd i mm | temperaturer i °C • månadsnederbörd i mm | temperaturer i °C • månadsnederbörd i mm | temperaturer i °C • månadsnederbörd i mm | temperaturer i °C • månadsnederbörd i mm | temperaturer i °C • månadsnederbörd i mm | temperaturer i °C • månadsnederbörd i mm | temperaturer i °C • månadsnederbörd i mm |
|         | 232 15 6                                 | 161 15 6                                 | 97 18 8                                  | 46 21 11                                 | 30 25 15                                 | 10 31 19                                 | 2 34 22                                  | 3 34 22                                  | 12 31 19                                 | 68 26 15                                 | 132 21 11                                | 263 17 8                                 |

## Demografi
Antalya har vuxit till en storstad på kort tid. På 1950-talet hade staden en befolkning på ca 27 000 och i slutet av 2014 ett beräknat invånarantal på 1 068 099.

## Ekonomi
Viktiga näringar för staden med omgivning är framför allt turism, varvsindustri, jordbruk och därtill knuten lätt industri, samt malmbrytning av främst krom, mangan och kol.

## Sevärdheter (i urval)

### I Antalya

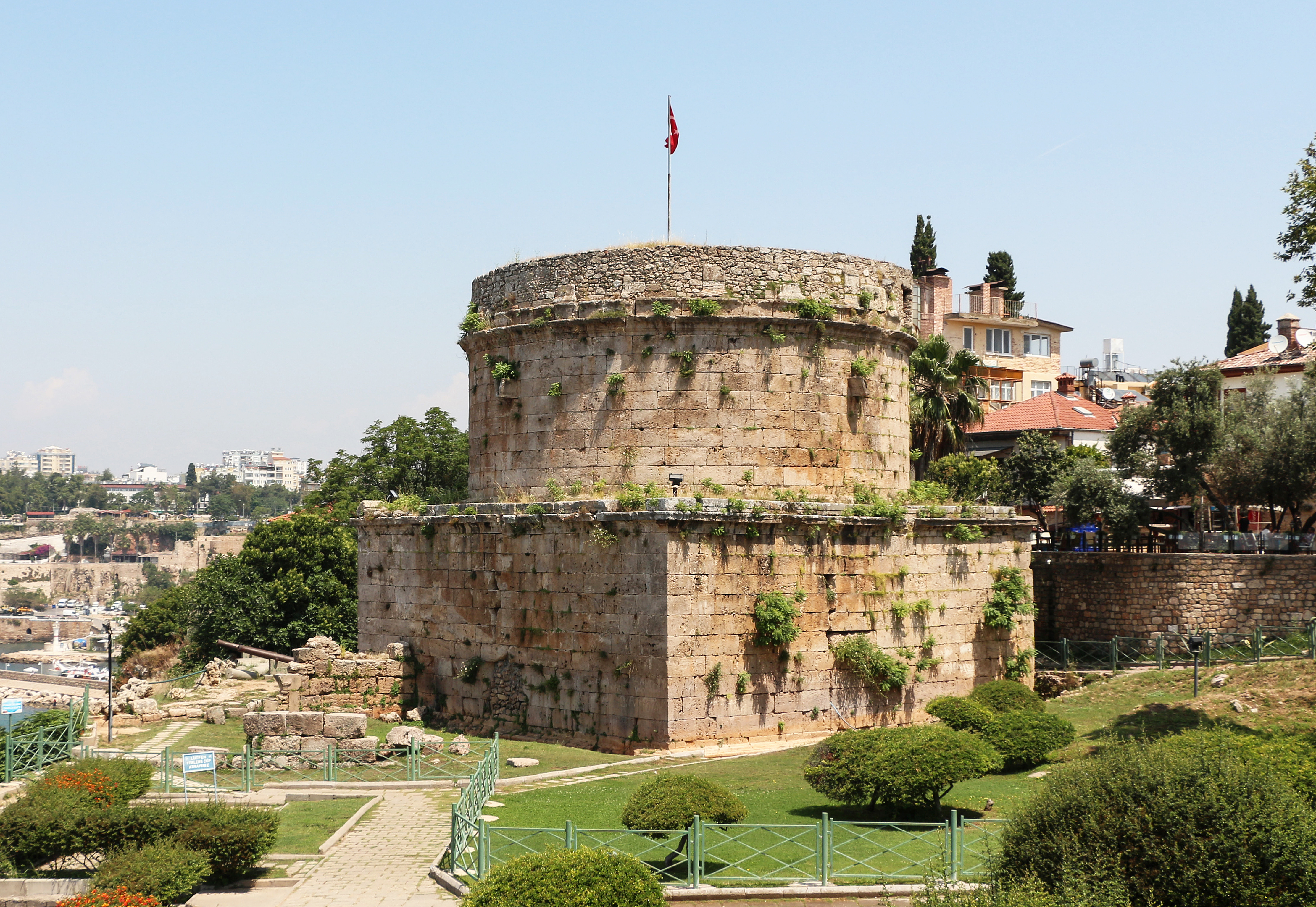
Hıdırlık-tornet

- Kaleiçi – Den gamla, delvis muromgärdade delen av Antalya, som bjuder på ett antal historiska sevärdheter.
- Hadrianus port – Byggd till kejsar Hadrianus ära omkring år 130 e.Kr. Hadrianus lär ha besökt Antalya kring denna tid. Porten, med tre valv och flankerande torn, har inkorporerats i stadsmuren.
- Yivli minare-moskén (eller Alaaddin-moskén) – Där en tidigare moské från 1230 stått men förstörts, byggdes nuvarande till 1373. Idag härbärgerar moskébyggnaden Antalyas etnografiska museum.

Den 38 m höga minareten, Yivli minare, står kvar från den ursprungliga moskén och är idag ett landmärke för gamla stan.
- Hıdırlık-tornet – Byggt under 100-talet e.Kr. och lär under åren ha använts både som befästning och fyrhus. Det är ca 14 m högt och byggt som ett runt torn på en kvadratisk bas.

### I omgivningen

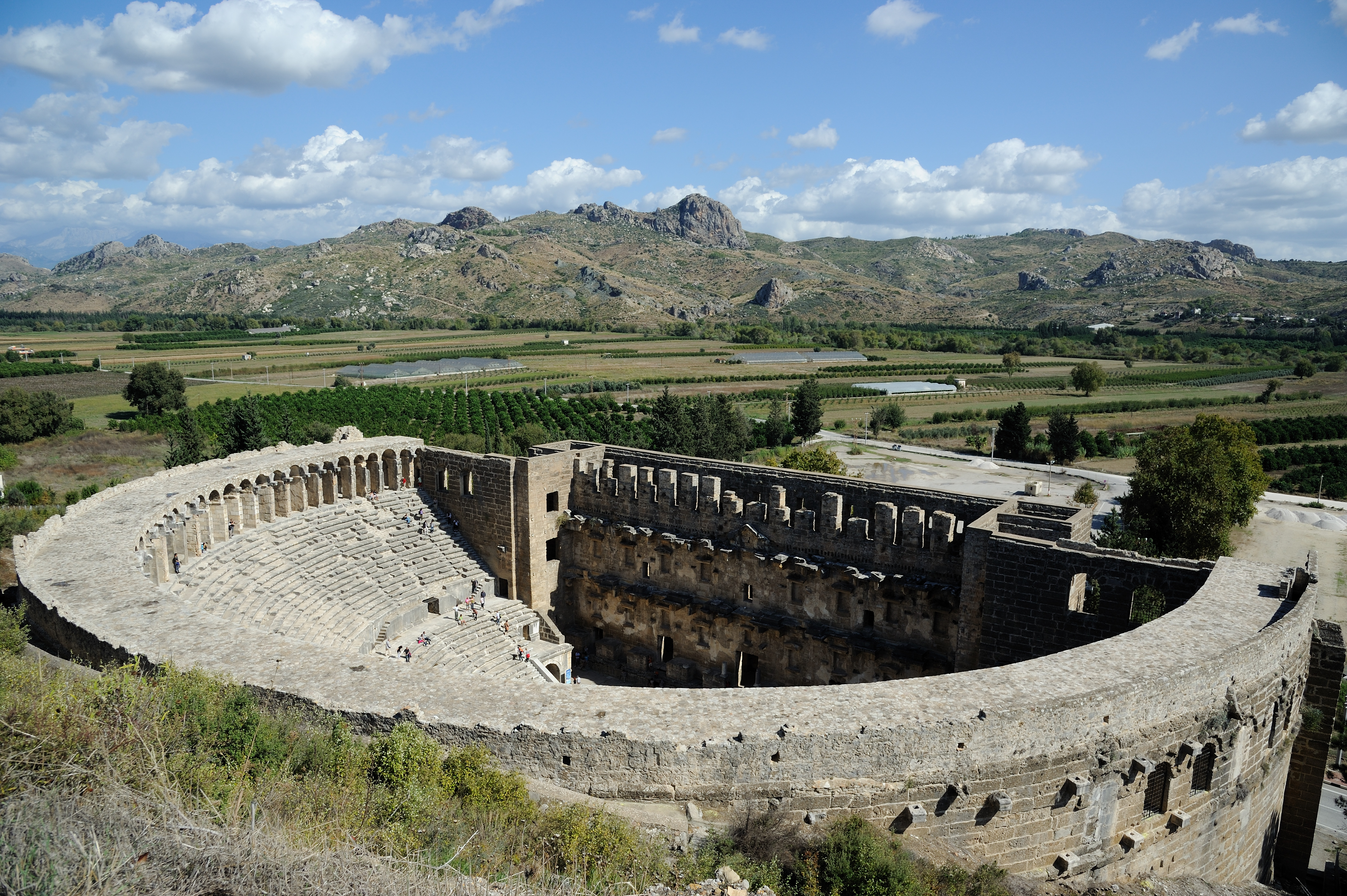
Teatern i Aspendos

- Aspendos – Omkring 50 km öster om Antalya ligger ruinerna efter den antika staden Aspendos, som troligen grundades redan under hettiternas tid. Mest känd är den romerska teatern med 15 000 platser, som fortfarande används. Här finns också bland annat en av Anatoliens största, bevarade akvedukter.
- Karain-grottan (Karain Mağarası) – 27 km nordväst om Antalya ligger Karain-grottan, den största turkiska grottan med människolämningar från förhistorisk tid. Den har varit bebodd under åtminstone 25 000 år och man har hittat omkring 200 000 år gamla spår från Neandertalmänniska.[10]

## Transport

### Flygplats
Antalyas flygplats (IATA: AYT) är en internationell flygplats belägen 13 kilometer nordost om centrala Antalya och är södra Turkiets största flygplats.